# بيترو كوخ
كان بيترو كوخ (18 أغسطس 1918 - 4 يونيو 1945) جنديًا إيطاليًا وقائدًا لباندا كوخ، وهي مجموعة تشتهر بنشاطها المناهض للحزبية في جمهورية سالي.

## السيرة الشخصية
ولد كوخ في بينيفنتو لضابط في البحرية الإمبراطورية الألمانية. عمل كوخ ملازمًا في غرينادير حيث كان لا يحظى بشعبية مع زملائه الجنود وتم فصله من الجيش في عام 1939 لإهانته ضابطًا متفوقًا. لقد أعيد استدعائه عشية الحرب، حيث قضى خدمة مستمرة حتى هدنة سبتمبر 1943، وبعد ذلك انتقل إلى فلورنسا.
استقر كوخ في الجمهورية الاشتراكية في شمال إيطاليا، وانضم إلى الخدمة الخاصة للشرطة الجمهورية بقيادة توليو تامبوريني. في يناير 1944، أسس باندا كوخ كقوة عمل خاصة مكلفة بمطاردة المؤيدين واحتجاز المرحلين للألمان. جاء كوخ تحت حماية هربرت كابلر، رئيس الشرطة الأمنية الألمانية في قاعدة كوخ في روما، وعلى هذا النحو كان له الحرية في استخدام أي تكتيكات رآها مناسبة مع باندا كوخ، والتي سرعان ما أصبحت كلمة ثانوية للقسوة والعنف. مُنح كوخ سجونه وغرف التعذيب الخاصة به، وواصل نشاطه في فلورنسا ثم ميلانو بعد أن سقطت روما للحلفاء. كان كوخ وراء مئات القتلى بجانب رئيس الشرطة بيترو كاروسو الذي كان متورطًا بشكل مستقل في قتل الحزبين. أمرت حكومة الجمهورية الاشتراكية بالعفو عن السجناء السياسيين غير المتهمين بالقتل خشية أن يقتلهم كوخ.
وبسبب خوف بينيتو موسوليني منه بسبب تطرفه العنيف، طلب الدوتشي من حليفه المقرب رينزو مونتاجنا القبض على كوخ بسبب تجاوزاته في أكتوبر 1944. لكنه سرعان ما وقع في أيدي الحلفاء، وحوكم من قبل محكمة إيطالية وأدين بست تهم في المحكمة العليا. لقد تم إعدامه في فورتي برافيتا في روما وعمره 26 سنة.